# 戦略航空軍団
戦略航空軍団(Strategic Air Command,SAC)は、かつて存在したアメリカ空軍（アメリカ陸軍航空軍時代も含む）の主要部隊。爆撃機の運用を主任務とした。陸軍航空軍時代の1946年に設立され、1992年に爆撃機部隊は戦術航空軍団なども含めて、航空戦闘軍団に改編され、その他の部隊も航空機動軍団などに移管された。

## 歴史
1946年3月21日にアメリカ陸軍航空軍は大規模な組織再編を行った。このとき、戦術航空軍団(TAC)・防空軍団(ADC)とともに主要軍団として戦略航空軍団(SAC)が設立された。1947年にアメリカ空軍が独立した際もSACは引き継がれている。
1949年から1957年まで戦略航空軍団司令であったカーチス・ルメイは、戦略爆撃能力・核攻撃能力の拡充に努めた。創設時にはすでに核攻撃可能なB-29爆撃機を保有していたが、1949年には仮想敵国のソ連中枢部攻撃のため、より大型のB-36の配備を開始し、さらにB-47、B-52、B-58などの戦略爆撃機を導入した。これは当時、大型爆撃機からの核爆弾投下しか核攻撃手段がなかったことも影響している。このほか、長距離飛行のため、大量の空中給油機も保有した。
大陸間弾道ミサイル（ICBM）の実用化後は、これもSACの隷下に置かれた。冷戦期には、核攻撃能力（報復含む）の保持のため、爆撃機の空中待機やミサイルサイロの建設・運用を行っていた。
初期の頃は爆撃機を護衛するための護衛戦闘機（敵国上の制空権確保のための制空戦闘機）も保有していたが、1950年代には戦闘機は全て戦術航空軍団に委ね、航空機としては爆撃機のみの運用になった。ただし戦術航空軍団は戦闘爆撃機を重視していたため、アメリカ空軍全体として制空戦闘機を軽視する結果となってしまい、ベトナム戦争において苦い経験となった。
朝鮮戦争やベトナム戦争・湾岸戦争にも部隊を派遣し、通常爆弾を用いた戦略爆撃を行っている。
1992年に機材の高性能化と戦力の効率的な運用要求により、爆撃機部隊は戦闘機・攻撃機とともに航空戦闘軍団に再編され、空中給油機部隊は航空機動軍団に移された。大陸間弾道ミサイル部隊は航空戦闘軍団を経て1993年に空軍宇宙軍団へ移管されている。しかし、2009年には地球規模攻撃軍団が設立され第8空軍（戦略爆撃）と第20空軍（ICBM）が移管されている。

## 系譜
- 1944年12月13日

大陸航空軍(Continental Air Forces)創設。12月15日、実働開始。
- 1946年3月21日

大陸航空軍司令部を改編し、ワシントンD.C.ボーリング空軍基地に戦略航空軍団司令部を設置。10月20日、アンドルーズ空軍基地に移転。
- 1948年10月19日

ネブラスカ州オファット空軍基地に移転。
- 1992年5月31日

廃止。航空戦闘軍団と航空機動軍団に再編。

## 主要部隊
- 第2空軍
- 第8空軍
- 第15空軍
- 第16空軍
- 第20空軍